# Chimwemwe Idana
Chimwemwe Idana (ur. 7 września 1998 w Blantyre) – piłkarz malawijski grający na pozycji środkowego pomocnika. Od 2023 jest piłkarzem klubu Silver Strikers FC.

## Kariera klubowa
Swoją karierę piłkarską Idana rozpoczął w klubie Nyasa Big Bullets, w którym w sezonie 2017 zadebiutował w pierwszej lidze malawijskiej. W debiutanckim sezonie wywalczył z nim wicemistrzostwo Malawi. Z kolei w sezonach 2018, 2019, 2020/2021 i 2022 został z nim mistrzem kraju. W 2023 przeszedł do Silver Strikers FC i wywalczył z nim wicemistrzostwo Malawi.

## Kariera reprezentacyjna
W reprezentacji Malawi Idana zadebiutował 20 kwietnia 2019 w zremisowanym 0:0 meczu Mistrzostw Narodów Afryki 2020 z Eswatini, rozegranym w Manzini. W 2022 roku został powołany do kadry na Puchar Narodów Afryki 2021. Na tym turnieju zagrał w czterech meczach: grupowych z Gwineą (0:1), z Zimbabwe (2:1) i z Senegalem (0:0) oraz w 1/8 finału z Marokiem (1:2).